# الصراع الإيراني الإسرائيلي (2024 – الآن)
الصراع الايراني الاسرائيلي، بدأ في عام 2024، حين تصاعد الصراع بالوكالة بين إيران وإسرائيل إلى صراع مباشر بين البلدين. في 1 أبريل، قصفت إسرائيل السفارة الإيرانية في دمشق عاصمة سوريا، مما أسفر عن مقتل عدد من كبار المسؤولين الإيرانيين. ورداً على ذلك، شنت إيران ووكلاؤها ضربات داخل إسرائيل في 13 أبريل، وكان أول هجوم مباشر لإيران على إسرائيل بعد أن كان الصراع بالوكالة، والأكبر من نوعه. ثم ردت إسرائيل ونفذت ضربات انتقامية على إيران في 19 أبريل.

## خلفية
بعد الثورة الإيرانية عام 1979، اتخذت إيران موقفًا معاديًا لإسرائيل، وأخذت تدعم القضية الفلسطينية وتدعم جماعات مسلحة في الشرق الأوسط للضغط على إسرائيل، وهنا ظهرت حرب بالوكالة عندما دعمت إيران مسلحين من فلسطين واللبنان خلال حرب الأهلية اللبنانية عام 1982. فبدأت إيران تكتسب القوة والنفوذ لدى الدول والجماعات الأخرى. تطور الصراع مع المحاولات الإسرائيلية لوقف البرنامج النووي الإيراني والمواجهات خلال الحرب الأهلية السورية. وصولًا إلى الحرب الفلسطينية الإسرائيلية في غزة التي بدأت في 2023 وما صاحبها من امتداد للحرب في المنطقة، إذ بدأ وكلاء إيران بالحرب على إسرائيل بجانب المقاومة الفلسطينية، ليصل الصراع لأقصى ذروته، حتى أصبح الصراع مباشرًا حين شنت إيران هجومًا ضخمًا جويًا على إسرائيل في 13 أبريل 2024 هو الأول من بدأ الصراع والأكبر من نوعه على إسرائيل، وذلك ردًا على قصف الأخيرة السفارة الإيرانية في العاصمة السورية دمشق مطلع أبريل العام نفسه، ومن ثم ترد إسرائيل بهجوم ضعيف على إيران في 19 أبريل نفس العام.